# Совінський Сергій Євгенович
Сергій Євгенович Совінський — український військовослужбовець, полковник Національної гвардії України, учасник російсько-української війни. Лицар ордена Богдана Хмельницького III ступеня (2022).

## Життєпис
Станом на 2014 рік — командир 17-го окремого батальйону. Разом із побратимами на початку російсько-української війни організував оборону згаданої військової частини, яку мали намір захопити проросійські сепаратисти.
Станом на 2021 рік — тимчасово виконувач обов'язків командира 12-ї бригади оперативного призначення.
У лютому 2022 року став на захист Маріуполя і «Азовсталі». У вересні того ж року повернувся з російського полону.
Нині — начальник служби оперативної підготовки Східного територіального управління НГУ.

## Нагороди
- орден Богдана Хмельницького III ступеня (17 квітня 2022) — за особисту мужність і самовіддані дії, виявлені у захисті державного суверенітету та територіальної цілісності України, вірність військовій присязі[4];
- медаль «За військову службу Україні» (24 травня 2022) — за особисту мужність і самовіддані дії, виявлені у захисті державного суверенітету та територіальної цілісності України, вірність військовій присязі[5];
- медаль «За бездоганну службу» III ступеня (26 березня 2013) — за вагомий особистий внесок у зміцнення законності та правопорядку, боротьбу зі злочинністю, зразкове виконання службового обов'язку, високий професіоналізм та з нагоди Дня внутрішніх військ МВС України[6].